# 15023 Кетовер
15023 Кетовер (15023 Ketover) — астероїд головного поясу, відкритий 26 вересня 1998 року.
Тіссеранів параметр щодо Юпітера — 3,553.